# Harlem: Diary of a Summer
Harlem: Diary of a Summer è il secondo album in studio del rapper statunitense Jim Jones, pubblicato nel 2005.

## Tracce
1. My Diary (featuring Denise Weeks) – 4:27
2. Zeke (Interlude) – 1:15
3. G's Up (featuring Max B) – 4:29
4. J.I.M.M.Y. – 3:44
5. What Is This – 3:27
6. Honey Dip (featuring Juelz Santana, J. R. Writer & Latif) – 4:24
7. Ride 'Wit Me (featuring Juelz Santana) – 2:40
8. Penitentiary Chances (featuring Hell Rell) – 3:25
9. We Just Ballin' (featuring T.K.) – 3:22
10. What You Been Drankin On? (featuring Jha Jha, P. Diddy & Paul Wall) – 3:38
11. Harlem – 3:51
12. Confront Ya Babe (featuring Max B & Cardan) – 4:48
13. Summer wit Miami (featuring Trey Songz) – 3:26
14. I'm in Love with a Thug (featuring Denise Weeks & 40 Cal) – 3:13
15. Tupac Joint (featuring Hussein Fatal & 40 Cal) – 3:28
16. Baby Girl (featuring Max B) – 3:12

## Classifiche
| Classifica (2005) | Posizione raggiunta |
| ----------------- | ------------------- |
| Stati Uniti       | 5                   |